# SCP-087
SCP-087 — инди-игра в жанре survival horror, цель которой заключается в спуске вниз по лестнице, сталкиваясь со страшными звуками и случайными событиями.
Игра основана на статье из базы данных вымышленной организации «SCP Foundation» и является первой игрой по данной вселенной.

## Описание

### Объект
Игра основана на объекте SCP-087 из архивов организации «Фонд SCP». Объект представляет собой лестницу, ведущую вниз на неопределённое число этажей. Окна и какое-либо освещение на SCP-087 полностью отсутствуют. Предпринималось несколько попыток исследовать объект, в ходе которых испытуемые встречались с SCP-087-1 — парящее лицо без зрачков, ноздрей и рта. Также подопытные слышали детский голос, взывающий о помощи, издающийся снизу, но по мере спуска источник голоса не приближался.

### Игровой процесс
Игра начинается с того, как игрока в качестве подопытного сотрудника класса D с прожектором отправляют исследовать SCP-087. Никаких дверей или следов человеческого присутствия на пролётах нет; о том, насколько глубоко игрок спустился, можно определить лишь по номерам на стенах. Иногда можно услышать странные шаги или глубокое дыхание, доносящееся снизу; также периодически слышно слабое постукивание.
Спустившись на случайное количество этажей, игрок может начать замечать на пролётах чёрную тень. Затем, несколько пролётов ниже, игрок встречает объект SCP-087-1, выглядящий здесь как тёмный длиннорукий силуэт с бледно-серым лицом со словно бы полустёртыми чертами. Если не перепрыгнуть через перила лестницы, а подойти к существу, то по приближении оно протянет свои руки с длинными пальцами, и игра закончится.

## Разработка
В описании к видео на своём YouTube-канале Haversine писал, что SCP-087 была разработана за 2 дня в свободное время. Он не планировал делать полноценную игру, но из-за разросшейся популярности игры он всё-таки решил продолжить работу.
Выход обновлённой версии планировался летом 2012 года, но был отложен из-за нехватки времени на разработку. Haversine уверял, что проект не заброшен, но новую дату релиза называть не намеревался. Новая версия так и не вышла.

## Отзывы и влияние
Журнал CHIP описал игру как «одну из первых и наиболее ярких представительниц нового жанра небольших и пугающих хоррор-игр, которые заполонили интернет, вызывая у игроков страх и скрежет зубов». Журнал посоветовал поиграть в игру после наступления темноты и в наушниках, дабы «насладиться мурашками по коже».
Журналист Rock, Paper, Shotgun Адам Смит написал про игру следующее: «невероятно простая и слишком тёмная, но при этом с достаточно приличным звуковым оформлением, заставившем меня слишком сильно нервничать, чтобы спускаться дальше, и я просто вышел».
Rely on Horror заявил, что тревожная атмосфера игры вкупе с неопределённостью связанной со случайным появлением SCP-087-1, создаёт такое настроение, которое не могут вызвать у игрока многие полноценные хоррор-игры.
Game Rant поставил игру в список «17 лучших хоррор-игр, которые можно пройти менее чем за час» на 9-е место. Издание отметило, что графика, напоминающая времена PS1, прекрасно сочетается с ограниченным полем зрения и почти отсутствующим освещением, и «геймерам будет сложно спускаться вниз, когда они услышат крики младенца внизу».
Отмечалось, что игра получила известность благодаря выходу во время, когда среди летсплейщиков была тенденция играть в подобные инди-хоррор проекты. Игра также смогла повысить интерес ко вселенной SCP Foundation, о чём отмечалось в 5-й главе истории сообщества: «К концу месяца обычный небольшой приток новичков лавинообразно вырос. […] Вскоре была выявлена причина такого всплеска активности: игра по мотивам SCP-087. Она была примитивной, несовременной, полной багов, и притом оказалась весьма популярной, обратив на себя внимание таких игровых порталов, как Rock, Paper, Shotgun. Это вызвало появление сотен новичков в сообществе SCP Foundation».
Йонас «Regalis» Рикконен — разработчик SCP — Containment Breach — отмечал, что на создание своей игры его вдохновила именно SCP-087; его удивило, что игра про спуск по лестнице почти без иного контента может быть настолько пугающей, и он решил создать подобную игру, но более страшную и разнообразную. Результатом стала SCP-087-B, затем он начал работу над SCP — Containment Breach.

## SCP-087-B
SCP-087-B — инди-игра на движке Blitz3D, созданная Йонасом Рикконеном под вдохновением от SCP-087. В отличие от оригинала, SCP-087-B — более вольная интерпретация статьи с «SCP Foundation», расширяющая концепцию бесконечной лестницы. Этажи объекта SCP-087-B сложены из бетона и кирпича и представлены различными типами — от простых коридоров и комнат до небольших лабиринтов. В игре также есть монстры, которые охотятся на игрока.
Игра заканчивается, когда игрок достигает 250 этажа. Игрок также умирает по прошествии 30 минут после начала игры, либо может быть убит монстрами по ходу прохождения. Сайт dev.ua отмечал, что «многие считают именно эту версию гораздо более страшной», а журнал Screen Rant внёс игру в список лучших коротких инди-хорроров 2010-х годов.
SCP-087-B также получила широкое распространение, и разработчик выпустил несколько обновлений для неё. Люди начали просить Regalis'а создать более масштабную игру по тематике SCP, и в итоге он начал разрабатывать SCP — Containment Breach.